# Dudu Azevedo
Carlos Eduardo Cardoso "Dudu" de Azevedo (Rio de Janeiro, 7 de novembro de 1978) é um ator e baterista brasileiro. É baterista da banda Redtrip desde 2005 e do Tianastácia desde 2020.

## Biografia
Fruto de uma família de quatro filhos, Dudu Azevedo nasceu na capital fluminense e foi criado em Niterói, onde vive até hoje. Durante a infância foi influenciado por bandas como Rush, Pink Floyd e AC/DC. Os irmãos riscavam os discos e ele assimilava lições diárias de rock. Foi mais do que natural então que a música se infiltrasse com força durante a adolescência. Jimi Hendrix, Gonzaguinha, Hermeto Pascoal, as trilhas do gosto se abriam. Aos 12, Dudu dribla o contrabaixo oferecido pelos pais e assume a vocação para as baquetas, iniciando-se como baterista. Em paralelo à música, quase por acidente, descobriu-se ator. Com 14 anos estréia naquele que logo iria se converter em um pequeno clássico da TV nacional dos anos 1990: o seriado Confissões de Adolescente, da TV Cultura em São Paulo. Interpretando o personagem Danton, contracena com atrizes emergentes como Leandra Leal e é dirigido pelo consagrado cineasta Daniel Filho.
Dez anos depois, abre caminhos no cinema. Depois de dar vida ao baterista Guto Goffi em Cazuza – O Tempo não Para, protagoniza o filme Ódiquê?, premiado no Festival de Cinema Independente de Nova Iorque em 2004. Como protagonista do longa Pode Crer! (2007), Dudu divide o set com Maria Flor, Gregório Duvivier e Marcelo Adnet, afirmando seu espaço entre os nomes mais talentosos de sua geração. Em 2010, protagoniza e compõe com a Red Trip a canção-tema da comédia Muita Calma Nessa Hora, grande êxito de bilheteria dirigido por Felipe Joffily. Ator versátil, seja na comédia adolescente (Pode Crer!), na biografia de heróis  da música juvenil (Cazuza – O Tempo Não Para) ou em dramas ásperos (Odiqué?), Dudu vem fixando papel importante em filmes que buscam retratar o jovem brasileiro no cinema. 
A ascensão no filme nacional o levaria a ser cortejado também pela TV. Após participar de novelas e do seriado JK, em 2008 debuta no horário nobre na pele De Barretinho, personagem da novela Duas Caras, de Aguinaldo Silva. Em 2011, protagonizou um dos episódios da microsérie “Amor em quatro atos”, inspirada em canções do cantor e compositor Chico Buarque. Como baterista, formou algumas bandas até chegar à Redtrip, com quem toca desde 2005. Desde o lançamento homônimo no mesmo ano, a Redtrip escalou hits nas rádios e em coletâneas como os discos Praia (do canal Sportv) e MandouMuito Bem (do Multishow. Em 2011, prepara-se para lançar o álbum Pense em salvar, com participação de Gilberto Gil. Em fevereiro de 2016, o ator assina contrato com a RecordTV e atuou na segunda temporada de Os Dez Mandamentos no papel bíblico: Zur. Em 2018, Azevedo interpretou Jesus na novela do mesmo nome depois que o interpretou pela primeira vez no final da novela Apocalipse. Em 2021 o ator volta a interpretar Jesus agora na novela Gênesis.
Após terminar seu casamento de cinco anos com a médica Fernanda Mader, o ator confirmou em 22 de julho o fim do contrato com a Record e destacou que tem um bom relacionamento com a ex-mulher.
Em 2020 Dudu se juntou ao grupo mineiro Tianastácia.

## Filmografia

### Televisão
| Ano     | Título                       | Personagem                             | Notas                             |
| ------- | ---------------------------- | -------------------------------------- | --------------------------------- |
| 1994-96 | Confissões de Adolescente    | Danton                                 | Temporadas 1–2                    |
| 1996    | O Campeão                    | Carlito                                |                                   |
| 2003    | Celebridade                  | Sérgio Bernardo (Bidu)                 |                                   |
| 2004    | Como uma Onda                | Querubim Flores Amarante               |                                   |
| 2005    | A História de Rosa           | Henrique Boltaza                       | Especial dos 40 anos da Globo     |
| 2006    | JK                           | Cássio Machado                         |                                   |
| 2006    | Minha Nada Mole Vida         | Wagner                                 | Episódio: "O Novo Namorado Novo"  |
| 2006    | Cobras & Lagartos            | Rodrigo                                |                                   |
| 2006    | Pé na Jaca                   | Petrônio Palhares (Pipoca)             |                                   |
| 2007    | Toma Lá, Dá Cá               | Paulão                                 | Episódio: "A Língua Não Tem Osso" |
| 2007    | Duas Caras                   | Paulo Barreto Filho (Barretinho)       |                                   |
| 2008    | Três Irmãs                   | Alexandre Galvão (Xande)               |                                   |
| 2009    | Cama de Gato                 | Roberto Alves Moreira                  |                                   |
| 2011    | Insensato Coração            | Neymar                                 | Episódios: "9–19 de março"        |
| 2011    | Amor em 4 Atos               | Fernando                               | Episódio: "Meu Único Defeito"     |
| 2011    | Fina Estampa                 | Wallace Mu                             |                                   |
| 2013    | Flor do Caribe               | Tenente Amadeu de Assis                |                                   |
| 2014    | Geração Brasil               | Arthur Nigri (Tuca)                    |                                   |
| 2014    | Por Isso Eu Sou Vingativa    | Gonçalves                              |                                   |
| 2015    | Babilônia                    | Bento Machado                          |                                   |
| 2016    | Discovery Documenta          | Apresentador                           |                                   |
| 2016    | Os Dez Mandamentos           | Zur                                    |                                   |
| 2016    | Lúcia McCartney              | Germano                                |                                   |
| 2017    | O Rico e Lázaro              | Asher                                  |                                   |
| 2018    | Apocalipse                   | Jesus                                  | Episódio: "25 de junho"           |
| 2018-19 | Jesus                        | Jesus                                  |                                   |
| 2021    | Gênesis                      | Jesus                                  | Episódios: "17–22 de maio"        |
| 2021    | Vai Que Cola                 | Lindomar                               | Episódio: "Aura Gêmea"            |
| 2022    | O Cangaceiro do Futuro       | Rufino                                 |                                   |
| 2023    | Anderson Spider Silva        | Antônio Rodrigues Nogueira (Minotauro) |                                   |
| 2023    | Compro Likes                 | Lopes                                  | Episódio: "#WagnerOficial"        |
| 2024    | Cosme e Damião: Quase Santos | Fellipe Souza (Felipinho)              | Episódio: "O Bagaço da Laranja"   |
| 2025    | Êta Mundo Melhor!            | Clóvis da Silva                        | Episódios: "8–18 de agosto"       |

### Cinema
| Ano  | Título                                   | Personagem | Notas |
| ---- | ---------------------------------------- | ---------- | ----- |
| 2004 | Cazuza: O Tempo Não Pára                 | Guto       |       |
| 2005 | Ódiquê?                                  | Duda       |       |
| 2007 | Podecrer!                                | João       |       |
| 2010 | Muita Calma Nessa Hora                   | Juca       |       |
| 2011 | Qualquer Gato Vira-Lata                  | Marcelo    |       |
| 2014 | Blue Lips                                | Guido      |       |
| 2015 | Qualquer Gato Vira-Lata 2                | Marcelo    |       |
| 2022 | Nunca Fomos Tão Modernos                 | Argeu      |       |
| 2023 | Fervo                                    | Jorge      |       |
| 2023 | La Situación                             | Antonio    |       |
| 2025 | Todo Mundo (Ainda) Tem Problemas Sexuais | Daniel     |       |

### Teatro
O Cravo e a Rosa(2024) Julião Petruchio

## Prêmios e indicações
| Ano  | Prêmio                      | Categoria             | Trabalho        | Resultado | Ref.          |
| ---- | --------------------------- | --------------------- | --------------- | --------- | ------------- |
| 2004 | Prêmio Qualidade Brasil     | Ator Revelação        | Como uma Onda   | Indicado  |               |
| 2017 | Prêmio Contigo!             | Melhor Ator           | O Rico e Lázaro | Indicado  | [ 13 ]        |
| 2018 | Troféu AIB de Imprensa      | Melhor Ator           | Jesus           | Indicado  | [ 14 ]        |
| 2018 | Prêmio Contigo!             | Melhor Ator           | Jesus           | Venceu    | [ 15 ] [ 16 ] |
| 2018 | Prêmio The Brazilian Critic | Melhor Ator em Novela | Jesus           | Indicado  | [ 17 ]        |
| 2019 | Troféu Internet             | Melhor Ator           | Jesus           | Indicado  | [ 18 ]        |